# Стефан Бундало
Стефан Бундало (Босанска Градишка, 4. март 1988) српски је позоришни, телевизијски, филмски и гласовни глумац.

## Биографија
Стефан Бундало је рођен 4. марта 1988. у Босанској Градишци, као син Перице Бундала, правника, предузетника и политичара из Козарске Дубице, бившег министра унутрашњих послова Републике Српске и Мирјане Бундало, рођене Матановић. Има једну сестру.
Одрастао је у Козарској Дубици, где је завршио основну школу и гимназију. Прве глумачке кораке начинио је у аматерском Драмском студију „Артист“, заједно с глумцима Марком Макивићем и Срђаном Секулићем, односно режисером Марком Мисирачом. Прва телевизијска појављивања остварио је у хумористичкој емисији Без пардона, која се приказивала на Радио-телевизији Републике Српске у периоду од 2003. до 2006. године. Дипломирао је на Академији уметности Алфа универзитета у Београду, у класи професора Небојше Дугалића. Са њим у класи студирали су Хана Селимовић, Милица Стефановић, Душица Новаковић, Сандра Сара Оклобџија, Тијана Печенчић, Искра Брајовић, Слободан Роксандић, Немања Вановић, Марко Миловановић, Милан Босиљчић и Бојан Перић. Прву професионалну улогу остварио је у београдском Народном позоришту, тумачећи више ликова у представи Фигарова женидба и развод. У истом театру је наредне године одиграо и представу Нова Страдија, по тексту Светислава Басаре, у драматизацији Браниславе Илић и режији Кокана Младеновића. Комад се на репертоару задржао три сезоне.
После неколико мањих улога у различитим пројектима, Бундало је добио једну од улога у глумачкој подели филма Непријатељ из 2011. године, редитеља Дејана Зечевића. Касније је, као гостујући уметник, добио ангажмане у неколико представа на сцени Југословенског драмског позоришта.
У остварењу Мали Будо из 2014, Бундало је играо једног од запаженијих ликова, Брајана, који прогони главног јунака, чији је лик тумачио Петар Стругар. Исте године, појавио се у телевизијској серији Ургентни центар, рађеној по лиценци истоименог америчког наслова, где је тумачио једну од улога заступљену у првој сезони. У периоду након тога, остварио је још неколико улога на филму и телевизији, укључујући и ангажмане у рекламама. У априлу 2016, заједно са неколико колега, премијерно је извео представу Укалупљивање, на сцени Установе културе „Вук Стефановић Караџић“, у режији Максима Милошевића.
Марта 2018, са ансамблом Атељеа 212, премијерно је извео комад Ноћна стража, којих је већ на јесен наредне године одигран 50 пут. У међувремену, Бундало је награђен на међународном фестивалу позоришта за децу, Котор арт, за улогу у представи Питам се, питам, колико сам битан, Позоришта Бошко Буха. Појавио се и у две епизоде хумористичке серије Државни посао, које су приказане крајем октобра 2019. године.

## Улоге

### Позоришне представе
| Представа                         | Улога                                                      | Текст                   | Драматургија /адаптација/     | Режија            | Позориште                       | Премијера          |
| --------------------------------- | ---------------------------------------------------------- | ----------------------- | ----------------------------- | ----------------- | ------------------------------- | ------------------ |
| Фигарова женидба и развод         | Трећи граничар / Јувелир / Базил / Стража / Керубин        | Бомарше, Хорват, Моцарт | Славко Милановић Маја Пелевић | Слободан Унковски | Народно позориште у Београду    | 16. новембар 2008. |
| Нова Страдија                     | Хакија                                                     | Светислав Басара        | Бранислава Илић               | Кокан Младеновић  | Народно позориште у Београду    | 12. март 2009.     |
| Отело                             | Монтано                                                    | Вилијам Шекспир         | Периша Перишић                | Милош Лолић       | Југословенско драмско позориште | 23. децембар 2012. |
| Госпођица                         | Новинар / Адвокат / Први пијанац                           | Иво Андрић              | Марко Фотез                   | Горчин Стојановић | Југословенско драмско позориште | 26. април 2013.    |
| Госпођица                         | Новинар / Адвокат / Први пијанац                           | Иво Андрић              | Милош Кречковић               | Горчин Стојановић | Југословенско драмско позориште | 26. април 2013.    |
| Уносно место                      | Први чиновник                                              | Александар Островски    | Егон Савин                    | 7. март 2014.     | Југословенско драмско позориште |                    |
| Сан летње ноћи                    | Њушка                                                      | Вилијам Шекспир         | Милена Деполо                 | Ђурђа Тешић       | Позориште „Бошко Буха“          | 6. новембар 2014.  |
| Укалупљивање                      | Селектор                                                   | Страхиња Маџаревић      | Страхиња Маџаревић            | Максим Милошевић  | УК „Вук Стефановић Караџић“     | 4. април 2016.     |
| Ноћна стража                      | Торвалд Хјорвалдсон                                        | Федор Шили              | Јелена Мијовић                | Борис Лијешевић   | Атеље 212                       | 29. март 2018.     |
| Питам се, питам, колико сам битан | Курт                                                       | Ерленд Лу               | Милена Деполо                 | Јана Маричић      | Позориште Бошко Буха            | 1. април 2018.     |
| Хомо Фабер                        | Херберт Хенке / Путник на броду / Доктор / Макро / Инжењер | Макс Фриш               | Тамара Барачков               | Ана Томовић       | Атеље 212                       | 7. март 2019.      |

| Год.       | Назив                                            | Улога                       |
| ---------- | ------------------------------------------------ | --------------------------- |
| 2000-е     |                                                  |                             |
| 2003—2006. | Без пардона                                      | више улога                  |
| 2006.      | Ми нисмо анђели 3                                | болничар                    |
| 2007.      | Доба невиности (кратки филм)                     | Света                       |
| 2008.      | Између сна и сна (кратки филм)                   |                             |
| 2008.      | Турнеја                                          | ађутант Ђорђевић            |
| 2010-е     |                                                  |                             |
| 2010.      | Као рани мраз                                    | болничар                    |
| 2010.      | Неке друге приче (Српска прича)                  | болничар возила 1           |
| 2011.      | Непријатељ                                       | Гузица                      |
| 2011.      | Турнеја (серија)                                 | ађутант Ђорђевић            |
| 2011.      | Певај, брате!                                    | Едо                         |
| 2012.      | Црна Зорица                                      | Херкул                      |
| 2012.      | Улога моје породице у рату светова (кратки филм) | Лале                        |
| 2014.      | Топ је био врео                                  | Кец                         |
| 2014.      | Мали Будо                                        | Брајан                      |
| 2015.      | Небо изнад нас                                   |                             |
| 2014—2015. | Ургентни центар                                  | Мишко                       |
| 2015.      | Окидач (кратки филм)                             | Павле                       |
| 2015.      | Хоћу кусур, нећу жваку                           |                             |
| 2015.      | Андрија и Анђелка                                | мајстор Миланче             |
| 2016.      | Главом кроз зид                                  | Фараон Метнемнамог II [Sic] |
| 2017.      | Мамурлуци                                        | папарацо                    |
| 2017.      | Хоризонти                                        | ветеринар                   |
| 2017.      | The Books of Knjige — Случајеви правде           | Данте                       |
| 2018.      | Немањићи — рађање краљевине                      | Леонардо Тјеполо            |
| 2019.      | Државни посао                                    | Јово Бундало                |
| 2020-е     |                                                  |                             |
| 2020.      | Мама и тата се играју рата                       | Срђан                       |
| 2022.      | У клинчу                                         | Фешн Маца                   |
| 2023.      | Муње опет                                        |                             |

| Година | Назив      | Улога     | Студио        |
| ------ | ---------- | --------- | ------------- |
| 2016.  | Енгри брдс | Бомба     |               |
| 2018.  | Зец Петар  | Зец Петар | Сон анимејшон |

## Награде и признања
- Награда за глумачко остварење на међународном фестивалу позоришта за децу, Котор арт, за улогу у представи Питам се, питам, колико сам битан, у Котору, 2019. године[21]